# Messier 93
Messier 93 (M93 o NGC 2447) és un cúmul obert situat a la constel·lació de la Popa. Va ser descobert per Charles Messier en 1781.
El M93 està a una distància d'uns 3.600 anys llum de la Terra i té un ràdio espacial d'uns 10-12 anys llum. La seva edat estimada és de prop de 100 milions d'anys. Les estrelles més brillants d'M93 són gegants blaves del tipus B9 de magnitud aparent 8.20.

## Observació
M93 es troba prop d'1º al nord-oest de l'estrella χ Puppis. Es tracta d'un dels cúmuls més petits, però alhora és un dels més brillants.